# سیارک ۴۴۵۷۴
سیارک ۴۴۵۷۴ (به انگلیسی: 44574 Lavoratti، نامگذاری:1999GF1) چهل و چهار هزار و پانصد و هفتاد و چهارمین سیارک کشف شده‌است که در ۴ آوریل ۱۹۹۹ کشف شد.